# Run (filme)
Run é um filme de drama franco-marfinense de 2014 dirigido por Philippe Lacôte. Foi selecionado como representante de seu país ao Oscar de melhor filme estrangeiro em 2016, mas não foi indicado.

## Elenco
- Abdoul Karim Konaté - Run
- Isaach de Bankolé - Assa
- Djinda Kane - Claire